# キングピン (キャラクター)
キングピン（Kingpin）、またはウィルソン・グラント・フィスク（Wilson Grant Fisk）は、マーベル・コミックが出版するコミック作品に登場するスーパーヴィランである。「キングピン」という名前は、マフィアのスラング命名法における犯罪王の称号である。
マーベル・ユニバースで最も恐れられ、危険で強力な犯罪者の1人であり、通常はニューヨークを支配する犯罪者として描写されている。当初はスパイダーマンの敵役として登場したが、後にデアデビルの宿敵になった。キングピンは、ヴァネッサ・フィスクとタイフォイド・マリー・フィスクを妻に、リチャード・フィスクとバイロン・“ブッチ”・ファリスを息子を持つ。キングピンのオーソドックスな外見は、白いスーツに身を包み、杖を携えた禿げ頭の巨漢である。一方でその姿は何年にもわたって変化しており、典型的なマフィアの頭目という風貌を保ち続けているが、スパイダーマンからはその見た目を何度か嘲笑されている。
2009年、キングピンはIGNの『グレイテスト・コミック・ブック・ヴィラン・オブ・オール・タイム』で、第10位にランキングされた。

## 発行履歴
キングピンはスタン・リーとジョン・ロミタ・シニアによって創造され、『アメイジング・スパイダーマン』第50号（1967年7月）で初登場した。その外見は、俳優 シドニー・グリーンストリートとロバート・ミドルトンに基づいている。
デビュー作である『アメイジング・スパイダーマン』第50〜52号でのストーリー・アークで、キングピンは異常に実践的な傾向がある犯罪王として描かれたが、リーによって展開されたその後の作品では、より典型的なスーパーヴィランになった。1980年代初頭、作家のフランク・ミラーによる『デアデビル』に登場すると、一貫して非合法にとどまっていた冷血な犯罪王・黒幕として何十年もの間描かれ続けるほどに進化し、マット・マードック/デアデビルの宿敵として広く認知されクリント・バートン/ホークアイ、エコー、パニッシャーとも共演・敵対するようになった。

## キャラクター経歴
ウィルソン・グラント・フィスクはニューヨークの貧しい子どもとして生まれ、その肥満体からクラスメートにいじめられていた。そこでフィスクは何年も費やして、肉体トレーニングと戦闘訓練を行い、リーダーとして三流ギャングを形成すると、周辺地域を恐怖に陥れた。やがて暴徒のボスであるドン・リゴレットにボディーガードとして雇われたフィスクは、リゴレットの右腕になるも、最終的に彼を排除し、リゴレットの部下とビジネス上の利益を組織丸ごと乗っ取り、自らの新しい帝国として掌握した。このことからフィスクは、ニューヨークの犯罪の地下社会で最も強力な人物の1人になり、“キングピン”という名前を獲得した
フィスクは新しい地位で私腹を肥やしていたが、“マッジャ”と“ヒドラ”というの2つの組織から敵視された。両組織が力を合わせてフィスクの帝国を攻撃したことで、資産のほとんどを失ったフィスクは日本に逃亡した。 そこで、彼は合法的なスパイス輸出事業を開始し、その利益を使ってニューヨークに戻り、古い信者らと手を組むと、マッジャを壊滅させるための戦争を開始した。その最中に生じた混乱で、フィスクは失ったもの全てを取り戻した。
ピーター・パーカー/スパイダーマンがJ. ジョナ・ジェイムソンによる報道から戻ってくると彼と初対決を繰り広げ、自身の計画を妨げられた。
自らの犯罪活動が公に詮索されるのを避けるために、フィスクは正当なビジネスマンとして、慈善団体に寄付をする心優しい慈善家としての自分のイメージを世間に浸透させた。そして彼はヴァネッサと出会って結婚し、リチャードという長男にも恵まれた。夫の裏の顔を知らなかったヴァネッサから、裏社会から手を引かなければ別れると告げられたフィスクは、一度は犯罪帝国を放棄し、敵から家族を守るために家族を日本に移住させた。 しかし、時間が経つにつれて、彼は民間人の生活に順応することができなくなり、今度は妻の知識を得て、再びマフィアの道に戻った。
スキー事故で亡くなった思われたリチャードが、実は生存していており、父親が犯罪者であると知ったことからニューヨークに戻り、“スキーマー”と呼ぶ謎の新しい犯罪王に変装して、父親の帝国を破壊するために自分のギャングを結成していた頃、フィスクはスパイダーマンと再び衝突した。
後にフィスクはラスベガスを拠点とするヒドラの要職に就いた。
だがフィスクは、ヴァネッサの頼みで裏社会から永久に身を引くことを決意すると、その前にキングピンとしてもう一度スパイダーマンを殺そうとしたが失敗。それでも二度と犯罪に戻らないことを誓った。

## 能力・装備
キングピンには超人的な力は無いが、平均的な人間よりもはるかに耐久性があり、肥満体に見える体躯は超重量級の力士や重量挙げ選手のように並外れた筋肉の塊であり、成人男性を部屋の向こう側にまで投げつけられるほど普通の人間としては高水準の腕力を誇る。これに加え、素手で5人以上の熟練の武道家を一斉に敗る毎日のトレーニングによって、護身術である達人級の相撲・得意技のベアハッグによる肉弾戦や、武装しての白兵戦にも長け、キャプテン・アメリカとも互角に戦えるほどの実力を有している。
また、貴重品を鍵のない特注の金庫に保管したり、衣服の下にケブラー製アーマーを着用するほどの用心深さ、独学で習得した大卒レベルの政治学、表の顔である実業家・本性の犯罪組織の黒幕という双方における組織の事業運営・資産管理、豊富な知識、幾度も敵の裏の裏をかいてしのぐなど、非常に熟練した戦術家・策略家としての頭脳を有している。このため、自らの立場を強固なものにしつつ、陰謀や殺人・恐喝などで不利益となる存在は冷酷なまでに破滅させ、州及び連邦当局の捜査・摘発を回避するなど、犯罪組織の手強い黒幕としての手腕を発揮する。さらに非常に強靭な自我の持ち主でもあり、パープルマンのマインドコントロールにも抵抗できる。
キングピンはレーザー兵器を仕込んだダイヤモンドの装飾付きの杖や圧縮された睡眠ガス噴霧器であるネクタイピンなど、高度なガジェットも所有していたが、これらは最後の手段としてのみ使用することを好んだ。また、キングピンはスパイダーマンの敵からデアデビルの宿敵になってリアリティあるマフィアとして描写されると、これらの武器への依存度は低くなった。

## その他のバージョン

### マーベル1602
『マーベル1602・ユニバース』でのフィスクは海賊にしてHMS“ヴァネッサ”の船長であり、“キングズ・ピン”として知られる。ピーター・パーカーとノーマン・オズボーンをイギリスに連れ戻す船を攻撃し、オズボーンを負傷させるも、ピーターの反撃を受けて乗組員共々ヴァネッサを奪取されてしまう。また、オズボーンが直接対決すると、フィスクは海に投げ込まれた。

### エイジ・オブ・アポカリプス
『エイジ・オブ・アポカリプス』でのフィスクは、裕福な実業家で、“マローダーズ”に身を投じ、アポカリプスの飛行能力と爆風を放つ“ディリジブル”として登場する。彼はマローダーズのリーダーであり、チームメイトどあるレッド（ノーマン・オズボーン）、オウル、および アーケードと共に、“ワカンダ”の難民キャンプを攻撃した。しかしディリジブルはグウェン・ステイシー によって殺害された。

## MCU版

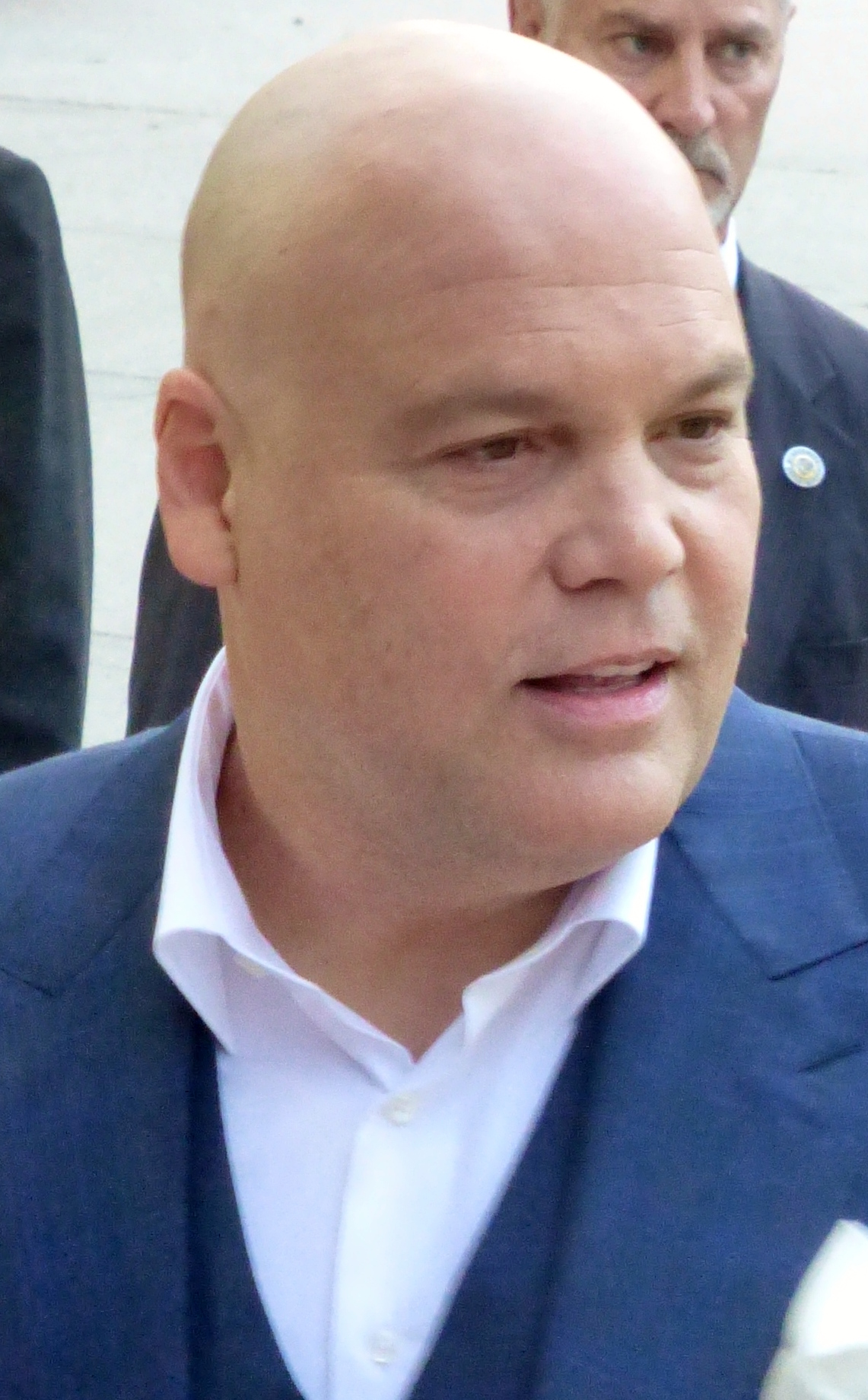
マーベル・シネマティック・ユニバースでキングピンを演じるヴィンセント・ドノフリオ

マーベル・シネマティック・ユニバース（MCU）では、ヴィンセント・ドノフリオが演じる。日本語吹替は『デアデビル』においては乃村健次が、『ホークアイ』以降においては玄田哲章が担当。

### キャラクター像
スキンヘッドと、スタンガンの電流にも数秒間耐えられるほどの屈強な体躯が特徴で、ヘルズ・キッチンを拠点としている犯罪王。12歳の頃までは父親ビルと母親マレーネと貧しい家庭で暮らしていたが、選挙に立候補して議員になるという野心と酒癖の悪さを併せ持つビルが彼の悪口を言い放った青年のもとへ2人で趣いてその青年に暴力で報復することを教えられると、最初のうちは戸惑っていた自身もやがて暴力の虜となり、その青年をリンチした。後にビルがマレーネと口論の末に家庭内暴力をふるうと、耐えかねてビルを止めるためにハンマーで殴るという暴力で彼を殺害してしまう。その結果、マレーネはビルの遺体を鋸で切断して川に遺棄し、父の死は隠匿され、その後マレーネによって親戚の農場に預けられた。
そして成人後の現在は犯罪企業のトップとなり、中国人、ロシア人、日本人らと手を組み、人身売買から麻薬の流通までを取り仕切り、議会や弁護士、新聞社、警察の過半数とFBIすらも買収して掌握する一方で、ヘルズ・キッチンを強引なやり方の数々で再建し利権を得ようとする。
強面の巨漢であるが少年時代から基本的に内向的で、ほとんど少人数で行動しており、ビルから受けた罰により現在でも白い壁が目に入ると呆然と眺めてしまうほか、前述の経緯から罪悪感に蝕まれて当時の悪夢に魘されるという強いトラウマを抱えているだけでなく、普段は尊敬と礼儀に重きを置く紳士としてふるまい、「友人」と認めているジェームス・ウェスリーを中心とした部下を労い、一目惚れしたヴァネッサ・マリアンナに思いを寄せたり、彼女と親密になる直前までは毎朝朝食の調理やその日着用するスーツ一式とカフスボタンの選択も全て単身で行うなど、犯罪界のトップらしからぬ顔も複数秘めており、父との忌まわしい過去と現在の私生活がビジネスに絡んでくると平静を保てなくなり始めるなど、犯罪界の長でありながら完全な悪人とは言えない人物であり、最大の宿敵となるマット・マードック/デアデビルに対しても一目置くようになる。しかしながら一度激昂すると抑えられず、関係が不安定なロシアン・マフィアの一員の首を車のドアで何回も挟み込んで切断するなど猟奇的な行動も目立つ。

### 能力
街の縄張り争いの中でトップクラスの犯罪支配者にのし上がり、プライベートでも典型的な富豪として芸術などを嗜好できるほど優れたビジネスマンの才を持ち、英語のほか、北京語、日本語を話せるほど語学にも堪能である。
利用価値のある者をうまく誘導して自身の手駒に収めることも得意としており、実際にフランク・キャッスル/パニッシャーに彼の家族の死に関する詳細を吹き込んで協力するように装ったほか、FBI捜査官のレイ・ナディームやベンジャミン・"デックス"・ポインデクスターも、彼らの困窮している私生活や心の弱味に付け込んで引き込み、子飼いとしている。
また、豪腕だけで大の大人を軽々と投げ飛ばしたり、相手の首を折って容易く殺害するほか、得意技のダブルスレッジハンマーを連続で叩き込んでマットのような近接戦に長けた敵とパワフルな激闘を繰り広げられるほどの肉弾戦法を披露するなど、虐殺と戦闘においても屈強な体躯を活かしている。

### アイテム
防刃スーツ
愛用の背広。自身のお抱えの仕立て屋であるメルヴィン・ポッターの手で大量に作り上げられ、自宅ペントハウスのクローゼットに保管されている。薄くて刃物の斬撃・刺突や弓矢の射撃にもほぼ完全に耐えられるほどの丈夫な素材でできており、主に黒、灰色、濃紺、白の4種類が存在する。
カフスボタン
大量に所有する愛用のカフスボタンの1つである、父のビルが持っていた装身具。ビルを殺害した際にこれを持ち出して保存し、現在でフィスクは着用しているワイシャツの袖口に付けたこれに時折触れながら「私は父親と違う、怪物ではない」と自身に言い聞かせているとヴァネッサに述懐した。
また、マット/デアデビルとの2度目の激戦では、相手のビリークラブ（1本目）を奪って振るっている。

### 描写
『MCU』において、マーベル・テレビジョン製作の『デアデビル』と、マーベル・スタジオ製作の『ホークアイ』以降の作品群は世界観を共有しているのか、別の世界線であるのかは、2025年現在明確に発表されていないが、マーベル・テレビジョン製作の『デアデビル』シーズン1第12話で映画『アベンジャーズ』で起こった「ニューヨークの戦い」があったと言う過去の新聞記事が映されている。また、マーベル・スタジオ製作の『シー・ハルク:ザ・アトーニー』に登場したマット/デアデビルがマーベル・テレビジョン製作の『デアデビル』と同一世界線であるとされている為、『ホークアイ』以降のフィスク/キングピンは同一人物であると思われるが、真相は不明。
『デアデビル』
演 - ヴィンセント・ドノフリオ（本編）、コール・ジェンセン（幼少期）
本作で『MCU』初登場。
シーズン1
本シーズンでは、メインヴィランとして登場。ヘルズ・キッチンの裏社会で名も無いマフィアの長として暗躍していた頃にヴァネッサと出会い、私生活で彼女と過ごし始めるなどその行動理念にも変化が現れはじめるが、同時期に黒い覆面を被った謎の男（マット）の活動を知らされ、結託している各マフィアとの関係の均衡も崩れかけることになった。そこで、ロシアン・マフィアと戦う黒覆面の男に無線越しに初コンタクトしつつ罠にかけ、濡れ衣を着せて警察に逮捕させようとするも、彼の逮捕には失敗。
それからマダム・ガオに情緒不安定な様子を指摘されたこととヴァネッサとより仲を深めたことを機に、大衆の支持を得るためにそれまでの名前を出さずに暗躍していた姿勢から、ヘルズ・キッチンを再建する慈善家としてマスコミに顔を出すよう自らの方針を転換した。
度重なる黒覆面の男の活動を障害と見做し、ノブ・ヨシオカ諸共始末しようと画策。ノブに辛勝して満身創痍となった黒覆面の男を自ら痛めつけて追い詰めたが、寸前で取り逃した。それから慈善パーティーでガオとリランド・オウルズレイの陰謀でヴァネッサを毒殺されかけると、彼女を見舞う最中にウェスリーをカレン・ペイジに射殺され、更にマレーネに接触したベン・ユーリックを自ら手にかけ、ガオには立ち去られたものの、ヴァネッサに対する報復としてリランドも惨殺した。
しかし自分の息のかかった刑事のカール・ホフマンがマットによって出頭・自供したことで配下としていた議員や弁護士、記者、警官全員がFBIによって逮捕される事態となり、犯罪行為が暴露された自らはヴァネッサにプロポーズしつつ国外へ避難するように頼んですぐに逮捕された。その直後の護送中に、FBIに潜入していた手下らの手助けを受けて一度逃げ出すも、新しいスーツを身にまとったマットに妨害され、再戦に突入。死闘の末に敗れ、ライカー島の施設に投獄される。
シーズン2第8〜10話
本シーズンでは、ゲスト出演に近い形での登場となる。刑務所の独房棟Dに収監された直後は、資金の大半も没収されるなど意気消沈していたが、自らを支持する囚人を瞬く間に子分に従えて、残された財力と策略で看守も買収し、気にかけていたヴァネッサを海外で生活できるよう手配させていた。
そしてパニッシャーの事件を知った矢先に、早くから目障りと看做した囚人ダットンの排除と刑務所を完全に牛耳ることを目論み、収監されてきたフランクと取引を交わして焚きつけ、ダットンに致命傷を負わせた彼も始末しようと囚人の群れを差し向けた。だがフランクが襲って来た囚人らを皆殺しにすると、考えを改めて彼と再び相対し、殴り合いつつもフランクの実力を評価した。そして後々街を自分の手中に収める一環として、フランクに世の中の邪魔者を一掃させるために彼の脱獄を手引きし、刑務所を完全に手中に収めると、ダットンの最期も見届けた。
後日には来訪したマットと面会し、フランク脱獄への関与を指摘されるとシラを切るが、あらゆる手段を使ってでもヴァネッサのアメリカ帰国を阻止すると警告されると、激昂して彼に掴み掛かりながら「またヴァネッサの名を口にしたら、私を収監に追い込んだお前とフォギー・ネルソンを釈放された暁に葬ってやる！」と脅し返してマットを追い払う。
シーズン3
本シーズンでは、再びメインヴィランとして登場。ヘルズ・キッチンの支配者に返り咲くために多数の捜査官への脅迫を行い、都合のいい取引を持ちかけられるほどFBIを侵食していき、服役中にヴァネッサの名を出して脅してきたマットを徹底的に追い詰めようと数多くの権謀術数を張り巡らせる。これに加えて、“キングピン”という二つ名も本格的に呼称されるようになる。
未だに獄中生活を送っていたところ、自分の担当となったナディームと行った定例会談で、自分以外のマフィアの情報を差し出す代わりにヴァネッサのアメリカ入国と、刑務所から厳重な監視体制付の高級ペントハウスでの軟禁生活への移行を持ちかけて司法取引し、裏で雇った囚人のジャスパー・エヴァンスに自分を刺させてペントハウスへの移送実行に漕ぎつけた。移送中にアルバニア人の犯罪者集団から襲撃を受け、乗せられた移送車が横転して窮地に陥ったが、デックスがアルバニア人らを皆殺しにしたことで九死に一生を得て、ペントハウスに軟禁された。
そこから隠し部屋を使って徐々にFBI捜査官たちを逆監視していき、マット/デアデビルの表舞台への復帰を知らされると、刑務所へ潜入した彼に挑発の電話を入れて数多くの受刑者に襲いかからせ、その後世間からの非難の矛先をそらすため、襲撃から脱したマットをFBIに差し出した。そして自分を救ったデックスに目を付け、彼の気を引くために寄り添う声をかけた後その過去を調べ、デックスの危険性を理解すると絶望感に苛まれていた彼に甘言を弄し、ポッターに作らせたデアデビル・スーツを与えた。
デックスがエヴァンス抹殺とデアデビル本人に汚名を着せる任を果たすと、彼をより残忍な配下にする一環で別の部下にジェリーを始末させ、カレンが申し込んできた取材では、父親との顛末とウェスリー殺しをネタに挑発されると激怒し、駆け付けたフォギーにその場を収められるが、デックスにウェスリーの仇討ちとしてカレンの殺害命令を下した。そして司法省が訴追を取り下げて自由の身になった際のインタビューで、デアデビルの評判をより落とす発言をした。
だが、以前ヴァネッサから贈られた絵画の『吹雪の中のウサギ』を所有する婦人との返還交渉が決裂し、デックスのカレン抹殺失敗にも失望して、遂に再会を喜びあえたヴァネッサにも、長い海外暮らしで晴れ晴れとしていない態度を取られ、彼女の機嫌取りに四苦八苦するなど、逆長に陥り始めた。それでもヴァネッサには、デックスが取り戻した絵画を披露したり、自分のビジネスの場に迎えて、提案されたナディーム排除を共にデックスへ指示するなどして彼女の意に応え、遂に2人の結婚式挙行にまでこぎ着けた。
だが開かれた披露宴で、ヴァネッサとダンスを披露する最中に、招待客たちのモバイルにナディームの臨終供述の動画が拡散され、同時にジュリーを殺されたと知ったデックスの襲撃に遭うと、ヴァネッサを連れてペントハウスに避難するが、追ってきたマットやデックスと三つ巴の死闘に発展。ヴァネッサにも攻撃したデックスを戦闘不能にするも、マットに痛めつけられて自分を殺すよう挑発した。しかし、それに乗らなかったマットからヴァネッサを織り込んだ要求を突きつけられると、「今日が一番幸せな日だった」とヴァネッサに伝え、その要求を承諾。臨終供述の動画の内容から今回の暗躍を知って駆け付けた警察によってヴァネッサと共に逮捕され、別々のパトカーに乗せられる直前にヴァネッサに一声かけたいという強い願いをフレッド・マホニー刑事に拒否されて、そのまま連行される。
『ルーク・ケイジ』や『パニッシャー』では、フィスク本人の直接の出演は無いものの、両作のシーズン1において彼の名が登場人物たちの台詞に僅かな回数だけ登場している。
『ホークアイ』第5、6話
本作では黒幕の一人として登場。主人公ヒーローのクリント・バートン/ホークアイ（初代）からも「手を出してはいけない男」と評価されている。また、左手で杖を突きながら歩行するようになった。
もう一人の主人公であるケイト・ビショップの亡父に資金援助した過去から、ケイトの母のエレノア・ビショップを協力名目で一方的に支配しており、“トラックスーツ・マフィア”を傘下に従え、そのリーダーであるマヤ・ロペスからは、最初のリーダーでもあった彼女の父のウィリアムと主従関係だった縁で、育ての親同然の「おじさん」と慕われている。しかし、トラックスーツ・マフィアの完全掌握のために、ローニンだったクリントへウィリアム抹殺を依頼していた張本人でもあった。
2024年のクリスマスシーズンに、エレノアを脅したアーマンド3世を殺させたり、真実を探ろうとしているクリントに対し、エレノア経由でエレーナ・ベロワに暗殺依頼を行った。
クリスマス2日前にエレノアと密会し、自身との決別を申し出られたことから、一度は考え直すように忠告するが、彼女が応じずに立ち去ると、自身の恐ろしさをニューヨーク中に広めようと画策。トラックスーツ・マフィアを嗾けてエレノアの始末も兼ねてロックフェラー・センターで暴れさせ、自身も用済みとなったエレノアを殺そうと動き、彼女の前に現れると駆け付けたケイトと対峙。一時はエレノアが運転した自動車に撥ね飛ばされるも、挑みかかるケイトを肉弾戦で圧倒し、彼女から取り上げた“トリック・アロー”を全て折り捨てた。しかしケイトに、ばら撒いたトリック・アローの爆風を至近距離で喰らわされて満身創痍となり、撤退を余儀なくされた。
だがウィリアムの死の真相をクリントから知らされたマヤと逃亡先の路地で遭遇。彼女に「私たちは家族だが、時には違見の相違がある」と懐柔を試みるも銃撃され、彼が倒れ込んだと思しき効果音と共に、画面からその瞬間がフレームアウトされる形で明確な生死が描写されないまま出番を終える。
『エコー』第3〜6話
マヤに銃撃され、左目を負傷している。
『スパイダーマン:フレンドリー・ネイバーフッド』
別アースにおけるピーターが能力を得た1年目が描かれるアニメシリーズ。
『デアデビル: ボーン・アゲイン』
今作ではニューヨーク市長となって登場。

## その他の映像化作品

### 映画
『超人ハルク 敵か？味方か？テアデビル』
演 - ジョン・リス=デイヴィス、吹替(VHS) - 大平透/(DVD) - 楠見尚己
1990年のテレビ映画。
『デアデビル』
演 - マイケル・クラーク・ダンカン、吹替 - 大友龍三郎
2003年に実写映画化された。アース701306。
『スパイダーマン:スパイダーバース』
声 - リーヴ・シュレイバー、吹替 - 玄田哲章
2018年のアニメ映画。ラスボスとして登場。

### テレビ
- キングピンは、1967年のアニメ『スパイダーマン』シリーズに登場。トム・ハーベイが声をあてた[22][23]。日本語版声優では加藤治が担当。

「犯罪王キングピン（King Pinned）」という偽造麻薬の開発のためにジェイムソンを利用する回に初登場。2回目の「邦題不明（The Big Brainwasher）」では洗脳カメラをメリー・ジェーンに使わせて、客たちを本人もとへ誘導させたことがある。
- 1979年10月20日放送のアニメ『スパイダーウーマン』のepisode.5『The Kingpin Strikes Again』にもキングピンが登場した。
- 1981年には、アニメ『スパイダーマン』シリーズにもキングピンが登場。スタン・ジョーンズが声をあてた。
- キングピンは『スパイダーマン&アメイジング・フレンズ』シーズン1のepisode.12『キングピンとファウスタス』に登場。ウォーカー・エドミストンが声をあてた[24]。日本語版声優は麦人が担当。
- キングピンは1994年の『スパイダーマン』シリーズにも登場。ロスコー・リー・ブラウンが声をあてた[25]。日本語版声優は麦人が担当。
- 2003年の『スパイダーマン 新アニメシリーズ』にも登場。マイケル・クラーク・ダンカンが声を担当。日本語版声優は大友龍三郎。黒人姿となっているのはこの作品のみ。

### テレビゲーム
- 1993年のベルトスクロールアクションゲーム『パニッシャー』で最終ボスとして登場。
- 2018年の『Marvel's Spider-Man』シリーズに登場。担当声優はトラヴィス・ウィリン、日本語吹き替え版は玄田哲章。